# Hindukuš
Hindu Kush, Hindu Kush, Hindoo Koosh ili Hindukush (perzijski: هندوکش) planinski je lanac u Afganistanu, djelomično i u sjevernoj regiji u Pakistanu.  Nastavlja se na zapadne krajeve Pamira, Karakoruma i Himalaja.
Planinski lanac razdvaja tokove rijeka Kabul i Helmand od rijeke Amu-Darja. 

## Planine
Planine Hindu Kush planinskog sustava snizuju se kako se protežu prema zapadu: središnji dio u blizini Kabula visok je od 4.500 do 6.000 metara; zapadnije visine su od 3.500 do 4.000 metara. Prosječna visina za Hindu Kush je 4.500 metara.
Dužina cijelog sustava je 966 km lateralno, dok je srednja širina (smjer sjever-jug) oko 240 km. Samo oko 600 km Hindu Kush sustava naziva se Hindu Kush planine.
Ostatak čine brojni manji planinski lanci kao što su: Koh-e Baba, Salang, Koh-e Paghman, Spin Ghar (istočni Safid Koh), Siah Koh, Koh-e Khwaja Mohammad Selseleh-e Band-e Turkestan. 
zapadni Safid Koh, Siah Band i Doshakh često zapadnjaci nazivaju Paropamisus.
Rijeke koje izviru u planinskom sustavu su Helmand, Hari i Kabul.
Planine ispresjecaju visoki planinski prijelazi ("kotali"), strateški važna mreža za promet karavana. 
Najvažniji planinski prijelaz je Kotal-e Salang (3.878 m); povezuje Kabul i točke na sjeveru s južnim u Afganistanu. 

### Istočni Hindu Kush
Istočni Hindu Kush lanac, poznati kao i Niski Hindu Kush lanac, nalazi se većim dijelom u sjevernom Pakistanu i manjim dijelom u Afganistanu.
U distriktu Chitral u Pakistanu nalaze se najviši vrhovi Hindu Kusha (Tirich Mir, Noshaq, i Istoro Nal), masivni ledenjaci i brojni prijelazi.

## Vanjske poveznice
- Hindu Kush zapis u Encyclopedia Iranica
- http://www.karakorumexplorers.com  Arhivirana inačica izvorne stranice od 5. listopada 2019. (Wayback Machine)
- https://web.archive.org/web/20080511194625/http://www.northernareas.org.pk/
- Zanimljive priče Hindu Kusha  Arhivirana inačica izvorne stranice od 19. listopada 2007. (Wayback Machine)